# Partido Coronel Pringles
Coronel Pringles ist ein Partido im Süden der Provinz Buenos Aires in Argentinien. Laut einer Schätzung von 2019 hat der Partido 22.273 Einwohner auf 5.245 km². Der Verwaltungssitz ist die Ortschaft Coronel Pringles.

## Orte
Coronel Pringles ist in 6 Ortschaften und Städte, sogenannte Localidades, unterteilt.
- Coronel Pringles (Verwaltungssitz)
- Indio Rico
- Lartigau
- El Pensamiento
- El Divisorio
- Frapal